# Auguste Maure

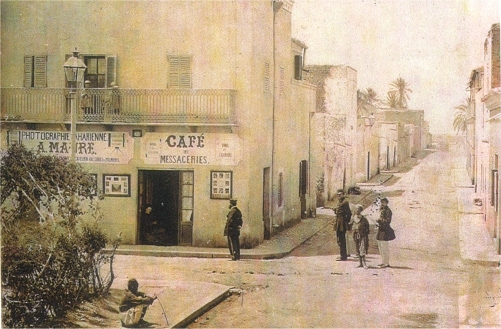
Studio Augusta Maura Photographie Saharienne, Biskra, asi 1870

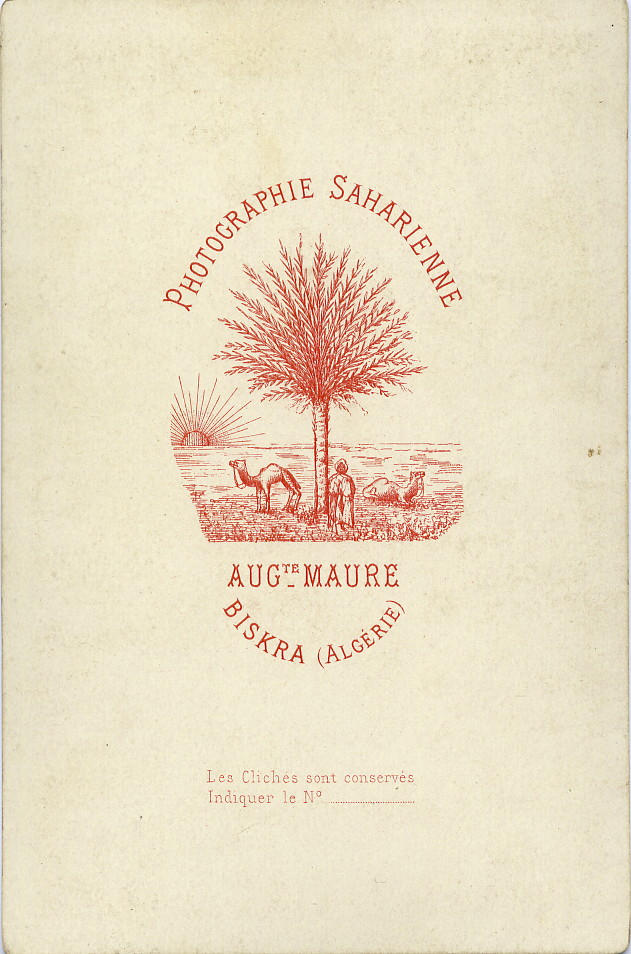
Zadní strana fotografie se symbolem firmy

Auguste Maure (4. prosince 1840 Marseille – 3. března 1907 Biskra) byl francouzský fotograf působící v 19. století. Byl orientálním fotografem, který žil ve městě Biskra v Alžírsku v období 1855–1907. V roce 1860 zde založil fotografické studio Photographie Saharienne – první fotografický ateliér v jižním Alžírsku.

## Biskra
Biskra byla královnou oáz, kam přicházelo mnoho umělců (spisovatelů, malířů a fotografů) 19. století, aby okusili zvláštní klima, jas a krajinu Sahary. Byli mezi nimi například Oscar Wilde, Anatole France nebo Béla Bartók. Díla André Gideho nebo Roberta Smythe Hichense přispěla k renomé tohoto místa.
Mezi prvními fotografy v Biskře byli Delmotte & Alary, kteří tu pořídili již v roce 1845 daguerrotypii s názvem Minaret v ruinách V období mezi lety 1855 a 1860 přišli do Biskry cestovatelští fotografové Félix-Jacques Moulin, Paul Jeuffrain nebo Gustave de Beaucorps, aby pořídili jedny z prvních snímků v Alžírsku.
Auguste Maure patřil k průkopníkům fotografie, kterým učarovala atmosféra této nadčasové oázy v alžírském stylu, kde se zdálo, že zůstala zmrazena od starověku. Jeho fotografie ukazují fascinovaný a uctivý pohled na toto místo a jeho obyvatele. Augustus přišel do Biskry ve svých patnácti letech a rozhodl se zde usadit.
Na konci devatenáctého století se Biskra stala druhým Pont-Avenem, tentokrát v poušti a nesoucí název École de Biskra. Kromě Augusta Maureho sem přijížděli za inspirací mnozí umělci, například Eugène Fromentin, Paul Jean Baptiste Lazerges, Eugène Girardet, Gustave Guillaumet, Maurice Bompard nebo Étienne Dinet dále fotografové Émile Frechon, Alexandre Bougault, Rudolf Lehnert nebo Marius Maure – nejstarší syn Augusta Maureho.
Fotografické přístroje používané v letech 1870–1880 byly těžké, křehké a citlivé. Intenzivní pouštní světlo, horko a jemný všudepřítomný písek příliš těmto technickým vynálezův nevyhovoval. Maure se však rozhodl opustit prostory studia a pořídit velkou řadu snímků ilustrující krajinu Biskry a okolí (El Kantara, Tilatou, Sidi Okba, Chetma, Tolga, Touggourt a mnoho dalších). Úzké vazby s místním obyvatelstvem mu usnadnily fotograficky zobrazovat starověký životní styl, dnes již zaniklý.

## Dílo
Auguste Maure byl aktivní v období 1860–1907 během kterého pořídil mnoho fotografií krajiny a měst jižního Alžírska. Portrétoval také členy kmene Ouled Naïl, berberské tanečníky oblečené v tradičních kostýmech a ozdobených šperky. Tyto exotické snímky velmi oceňovali turisté přijíždějící do Alžírska.
V roce 1889 byl odměněn za svou práci medailí na Světové pařížské výstavě, kterou dostal již spolu se svým synem Mariem Maurem.

## Galerie

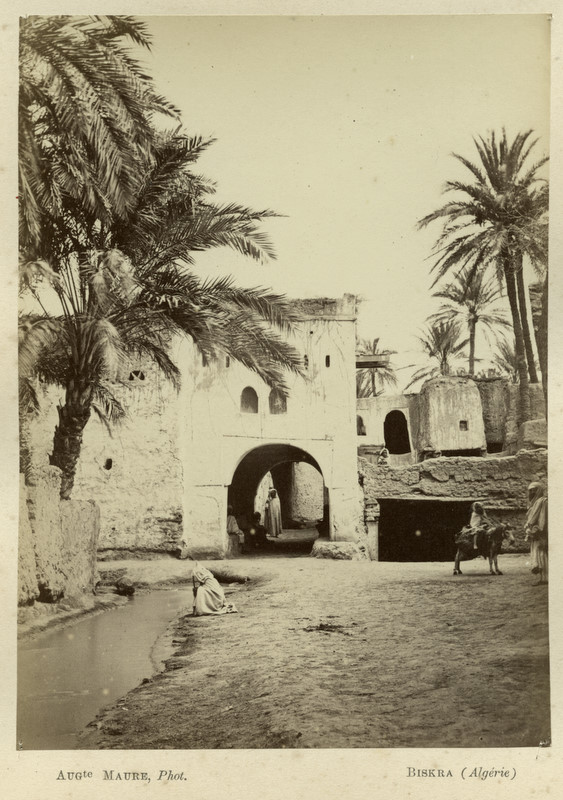
Biskra, Za branami města, 1870
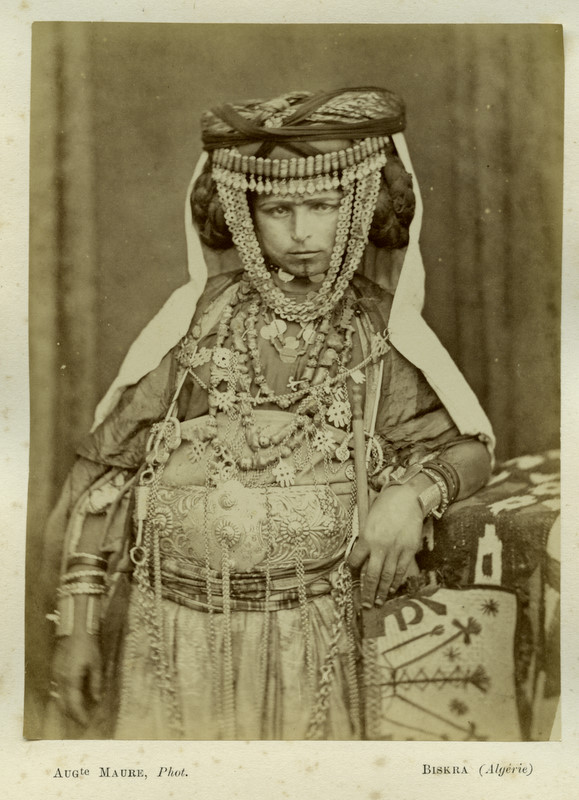
Ouled Naïl, Biskra, 1870
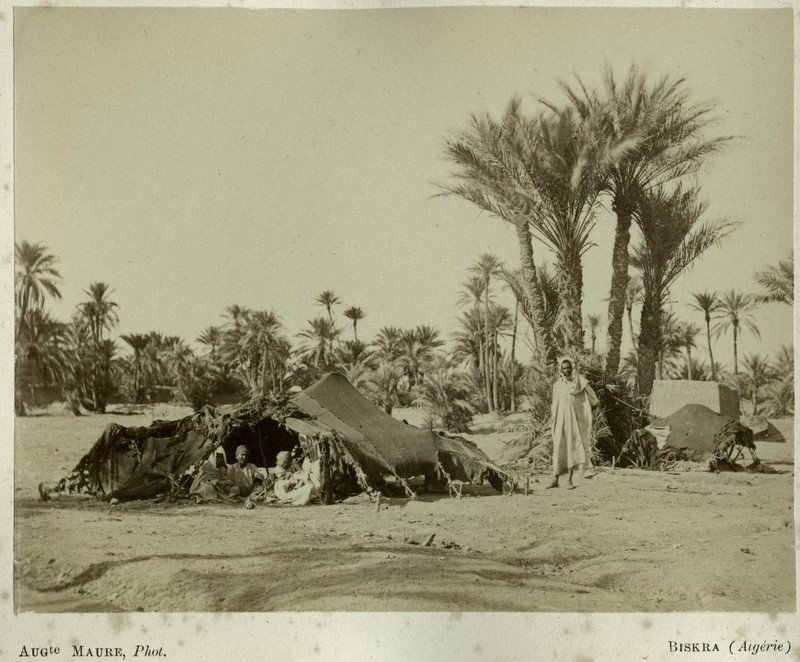
Beduínský stan, Biskra, 1880
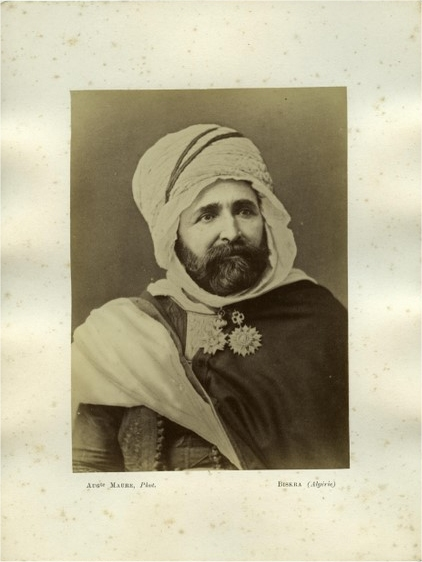
Si Mohamed Srir Ben Guanah, Biskra Caïd, 1880
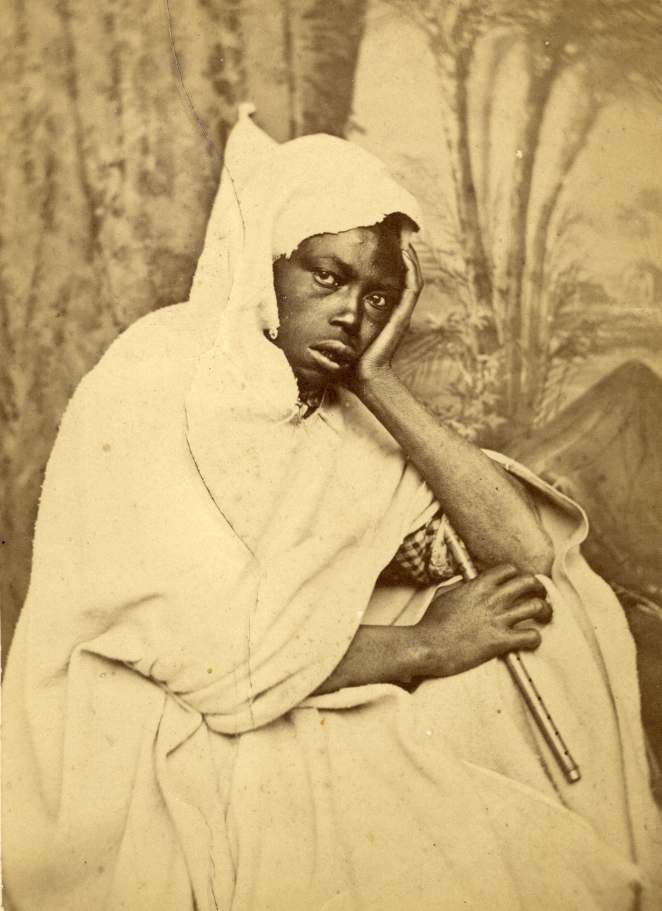
Hráč na flétnu, Biskra, 1875
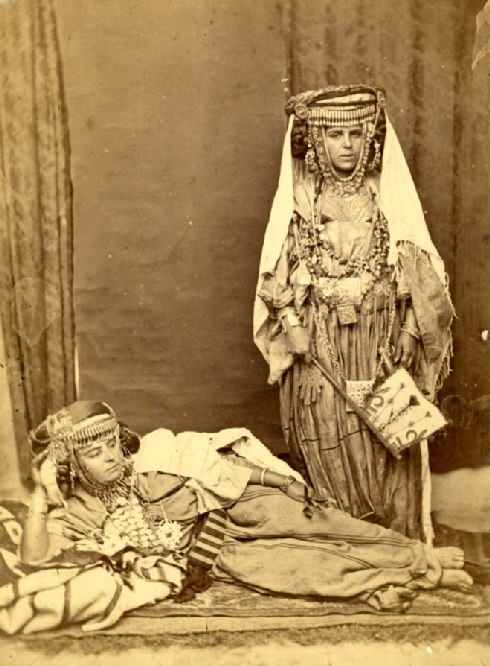
Ouled Naïl, Biskra, 1875
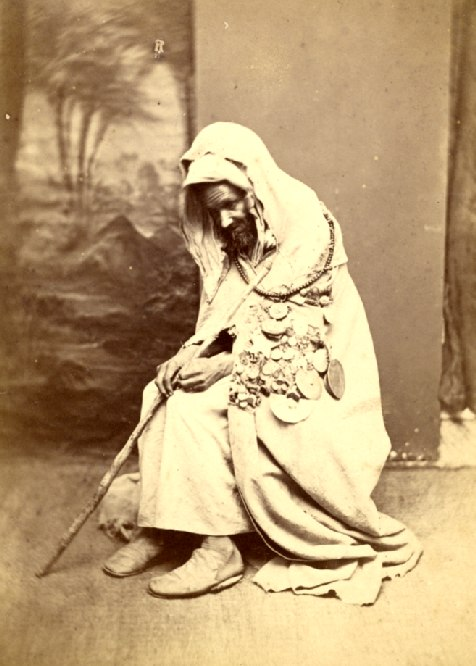
Starý Alžířan, Biskra, 1875
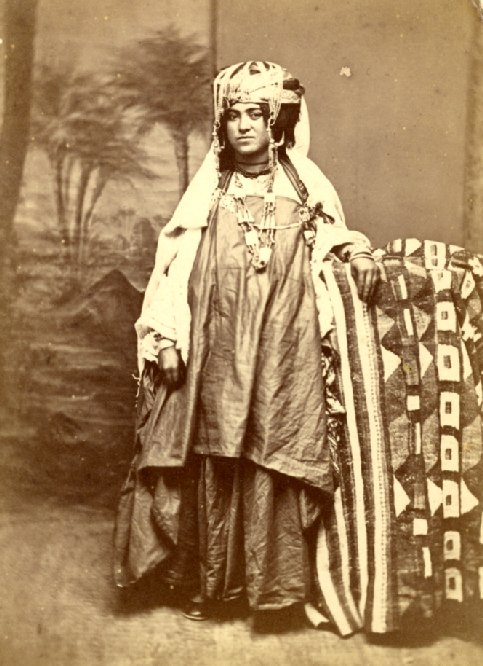
Ouled Naïl, Biskra, 1875

#### Muzea
- Musée[nedostupný zdroj] (Kunstkamera), St Petersboug, Rusko.